# Demetrios von Alexandria (Bildhauer)
Demetrios von Alexandria war ein antiker Bildhauer.
Demetrios ist aus einer Signatur auf einem Kalksteinsockel aus Messene in Griechenland bekannt, auf der er als Sohn und Mitarbeiter des Bildhauers Apollonios von Alexandria erscheint. Der quadratische Kalksteinsockel wurde in einem Heiligtum der Artemis gefunden und trug wohl die Statue einer Priesterin. Am selben Ort wurden weitere Statuen von Priesterinnen gefunden, die kreisförmig um einen größeren Sockel angeordnet waren, der die Kultstatue trug. Der Fund lässt sich auf die römische Kaiserzeit datieren, wohl etwa auf das 1. Jahrhundert n. Chr.